# Уеда Кана
Кана Уеда (яп. 植田 佳奈) — відома японська сейю і співачка, нар. 9 червня 1980 року в місті Ікома. Працює в компанії I'm enterprise. Шанувальники зазвичай називають її Кана-сама (佳 奈 様), колеги — Кана-тян (佳奈 ちゃん).

## Біографія
Виросла в місті Хігасіосака, префектура Осака.
Закінчивши школу Уеда поступила на літературний факультет жіночого інституту в Кобе (Kobe College). По закінченні навчання на факультеті, поступила в Осакську філію інституту сейю Nichinare. Тоді ж почала працювати репортером в одній з телепрограм на каналі MBS.
Дебют Уеди як сейю — акторки озвучування, відбувся в 2001 році; в тому ж році вона вперше зіграла в одній з головних ролей (це була роль кіборга з Росії Івана УІСК в аніме Cyborg 009). Приблизно в той же час відбувся також її дебют як співачки. Вона продовжує співати досі, правда, в основному це пісні, пов'язані з її ролями в аніме (зокрема, character songs).
Серед озвучених Уедою ролей переважно зустрічаються ролі молодих дівчаток; рідше — дорослих жінок і, ще рідше, хлопчиків. Є серед її ролей також цілий ряд персонажів, які говорять на кансайському діалекті; який не є для Уеди рідним, але вона за цей час добре його освоїла (тим більше, що у неї були до цього передумови: її бабуся родом з Кіото, вона вчилася в інституті в Кобе і т. д.) Ще один характерний для неї тип персонажа — дівчинка з двома косичками (у Японії таку зачіску називають «цуінте: ру», від англ. twin tail); Уеда і сама до 2006 року носила таку зачіску, через що була прозвана шанувальниками «цуінте: ру сейю» (ツインテール 声優). Також, з 2005 року їй довелося в кількох аніме (Magical Girl Lyrical Nanoha, Fate/stay night, Rental Magica) грати дівчаток-чарівниць (махо:-сьодзьо); втім, у своєму блозі сейю писала, що й сама в дитинстві хотіла стати чарівницею.
Уеда відома, як завзятий гравець комп'ютерних ігор, як на PC, так і на приставках. Крім того, з 2006 року вона захоплювалася також грою в маджонг. У неї вдома є спеціальний стіл для Маджонга і вона періодично запрошує додому для гри деяких своїх колег-сейю. Примітно, що саме вона отримала головну роль у вийшовшому в квітні 2009 року аніме -Saki-, присвяченому маджонгу.
З інших досягнень Уеди, про які вона пише у своєму профілі, можна відзначити гру на музичних інструментах (ударних і піаніно) і 4-й розряд по любительського радіо.

## Ролі

### TV-аніме

#### 2001
- Angelic Layer (Сето Рінго)
- Cyborg 009 ('001 / Іван УІСК')
- Chance: Triangle Session (Морімура Дзюн)
- Остання Фантазія: Всемогутній (Херба)
- Great Dangaioh ( школярка, дівчинка, суги Реко)

#### 2002
- Samurai Deeper Kyo (Антера, Сайсей)

#### 2003
- Dear Boys (школярка)
- Спекотне літо (Морімура Рейкі)
- Mermaid Melody Pichi Pichi Pitch (Сара)
- Shingetsutan Tsukihime (Kohaku)
- Wandaba Style (Yuri Fuyude)

#### 2004
- Burst Angel (Yoko)
- Дафна: Таємниця сяючих вод (Хаяма Сідзука)
- Gakuen Alice (Сакура Микан)
- Kannazuki no Miko (Корона)
- Kujibiki Unbalance (Ліза Хамви)
- Maria- sama ga Miteru (Фукудзава Юмі)
- Melody of Oblivion (Кю-тян)
- Ragnarok the Animation (Ліза)
- Sensei no Ojikan (Томінага Мінако)
- Soreike! Zukkoke san-nin gumi (дівчинка-інопланетянка)
- Tactics (Едогава Міяко)
- The Marshmallow Times (Жасмин)
- Uta Kata (Мінамі)

#### 2005
- Gokujou seitokai (Куцугі Котоха)
- Futakoi Alternative (репортер)
- He Is My Master (Анна Курауті)
- Hell Girl (Хасімото Маюмі)
- Loveless (Хаватарі Юіко)
- Magical Girl Lyrical Nanoha A's (Ягами Хаяте)
- MegaMan NT Warrior (Pink Bunny)
- Pani Poni Dash! (Момосе Курума)
- Petopeto-san (Petoko)

#### 2006
- Ballad of a Shinigami (Фудзісіма Ютака)
- Chocotto Sister (Хасукі Хідекі)
- Dinobreaker (дитина A)
- Fate / Stay Night (Тосака Рін)
- Gin Tama (Ханако)
- Glass Fleet (Аймель)
- Majime ni Fumajime Kaiketsu Zorori (Попелюшка)
- Kashimashi: Girl Meets Girl (Осараги Хадзуму)
- MÄR (Flat A)
- Ryusei no Rockman (Сірогане Місяць)
- Pokemon: Battle Frontier (Місяць)
- Pumpkin Scissors (Сержант Стеккін)
- Tactical Roar (Фукамі Санго)
- The Backyardigans (Тася)
- Tokko (Куреха Судзука)
- Usahana Yumemiru barerina (Anzu)

#### 2007
- Fantastic Detective Labyrinth (Міен Хацуми, Сока)
- Gakuen Utopia Manabi Straight! (Керівник гуртка)
- Gin Tama (другий сезон) (Ханако)
- Hayate the Combat Butler (Айдзава Саку)
- Hitohira (Тамакі Харуко)
- Kaze no Stigma (Огамі Місао)
- Kotetsushin Jeeg (Тамасіро Цубакі)
- Magical Girl Lyrical Nanoha StrikerS (Ягами Хаяте)
- Majin Tantei Nōgami Neuro (Кацурагі Яко)
- Major (третій сезон)[en] (Накамура Міхо)
- Ryusei no Rockman Tribe (Сірогане Місяць)
- Night Wizard The ANIMATION (Азела Иблис)
- Pururun! Shizuku-Chan (Ітіго)
- Rental Magica (Хонамі Такасе Амблер)
- Sugarbunnies (Софія Чербург)
- Tengen Toppa Gurren Lagann (Кінон Бачика)
- The Galaxy Railways: Crossroads to Eternity (Frel)
- Tokyo Majin Gakuen Kenpuchou: Tou (Мері Клер)
- Zombie-Loan (Еіматі Коегї)

#### 2008
- Gin Tama (третій сезон) (Ханако)
- Kurenai (Лін Ченшін)
- Linebarrels of Iron (Ендо Сідзуна)
- Major (четвертий сезон)[en] (Накамура Міхо)
- Nogizaka Haruka no Himitsu (Нанасіро Нанами)
- Sekirei (Ємі)
- Шіґофумі: Листи з потойбіччя (Фуміка)
- Sugarbunnies (Софія Чербург)
- Telepathy Shoujo Ran (Наха Мідорі)
- Toshokan Sensou (Накадзава Маріе)
- Tytania (Летиція)
- You're Under Arrest: Full Throttle (дівчинка)

#### 2009
- Atashin'chi (Онисі)
- Examurai Sengoku (Канае)
- Go Kyoudai Monogatari (Жінка)
- Hayate no Gotoku!! (Саку Айдзава)
- Kämpfer (Ріка Уеда)
- Major (п'ятий сезон)[en] (Міхо Накамура)
- Maria-sama ga Miteru 4th Season (Юмі Фукудзава)
- Nogizaka Haruka no Himitsu: Pure Rezza (Нанами Нанасіро, Нанао)
- -Saki- (Саки Міянага)
- Sugarbunnies: Fleur (Софія Чербург)
- Taishou Baseball Girls (Ное Кавасіма)
- Tears to Tiara (Рости)
- To Aru Kagaku no Railgun (Мії Конор)
- Viper's Creed (Кріс)

#### 2010
- Hanakappa (Тері Тері Бозу, Ант)
- Maid Sama! (Субару, Школярка)
- Major (шостий сезон)[en] (Міхо Накамура, Диктор)
- Shimazu Nariakira and I (Еко)
- So Ra No Wo To (Юкіко)
- Tegami Bachi Reverse (Селика)
- Uragiri wa Boku no Namae o Shitteiru (Ешлі)
- Yorinuki Gin Tama san (Ханако)

#### 2011
- Bunny Drop (Харуко Маеда)
- Fate/Zero (Рін Тосака)
- Freezing (Атія Сіммонс)
- Hanakappa (Асистент дантиста)
- Hanakappa mini (Тері Тері Бозу)
- Kaitou Tenshi Twin Angel (Юріко Баракодзі)
- Kämpfer fur die Liebe (Ріка Уеда)
- Tansu Warashi (Тае)
- Yumekui Merry (Тідзуру Кавані)

#### 2012
- Accel World (Аква Aqua Current)
- AKB0048 (Томочін)
- Anpanman (Такеноко Боя)
- Cardfight!! Vanguard (Джилліан Чен)
- Fate/Zero 2nd Season (Рін Тосака)
- Girls und Panzer (Момо Кавасіма)
- Hanakappa (Курча, Акадзукін)
- Hagure Yuusha no Estetica (Тікаге Госен)
- Hayate no Gotoku! (Саку Айдзава)
- Hunter × Hunter (Неон Нострадам)
- Pocket Monsters: Best Wishes! (Фууро)
- Saki Achiga-hen Episode of Side-A (Саки Міянага)
- Sengoku Collection (Агеха)
- Thermae Romae (Ямагуті)
- Total Eclipse (Кадзуса Ямасиро)
- Zoku Shimazu Nariakira and I (Еко)

#### 2013
- AKB0048 next stage (Томочін)
- Pokémon Smash! (Місяць)

### OVA
- Aki Sora (Нами Аой/2009)
- Carnival Phantasm (Рін Тосака /2012-2013)
- Cyborg 009 Conclusion God's War (Кіборг 001/Іван Віскі/2003)
- Daphne in the Brilliant Blue (Сідзука Хаяма2004)
- Dr. Spelunker (Вчителька/2011)
- Denpa teki na Kanojo (Каорі Сіраісі//2009)
- Fate/stay night curtain raiser (Рін Тосака/2005)
- Final Fantasy: Unlimited PhaSE.0 (Герба, Кана Уеда/2002)
- Hagure Yuusha no Kichiku Bigaku: Kichiku heno Toryumon Super Zero Kan  (Тікаге Госен/2012)
- Hayate the Combat Butler — Atsu ga Natsui ze Mizugi Hen (Саку Айдзава/2009)
- He Is My Master Emergency Dispatch (Анна Курауті/2005)
- Hori-san to Miyamura-kun  (Юкі Есікава/2012)
- Kemono to Chat (президент шкільного совета/2009)
- Kujibiki Unbalance (Лисиця Хамві/2005)
- Kure-nai (Лін Ченг-Сін/2010)
- Kyo no Gononi (Мегумі Хідака/2006-2008)
- Linebarrels of Iron (Сідзука Ендо/2009)
- Maria-sama ga Miteru OVA Series (Юмі Фукудзава/2005-2010)
- Nogizaka Haruka no HimitsuNogizaka Haruka no Himitsu Finale (Нанама Нанасіро/2012)
- Pani Poni Dash! OVA (Курума Момосе/2009)
- Sensei no Ojikan  (Мінако Томінага/2005)
- Shigofumi: Letters from the Departed (ФУМІКОМ/2008)
- Strawberry 100 % (Кодзуе Мукай/2005)
- Sylvanian Families 1-3 (Сіма Неко/2007)
- TAKAMICHI SUMMER WORKS (Кана Уеда/2011)
- To Aru Kagaku no Railgun (МіїКонорі/2010)
- Touhou Project SIDE STORY (Кінако/2007)
- Wandaba Style (Юрі Фуюде/2003)
- Zettai Shougeki: Platonic Heart Battle 1-5 (Рю Гетурей/2009)

### Повнометражні Аніме
- Gunbuster vs. Diebuster: Aim For The Top! The GATTAI!! Movie (Командир, Першої Дівізіі/2006)
- Maria-sama ga Miteru 3D (Юмі Фукудзава, Кана Уеда/2008)
- Tengen Toppa Gurren Lagann: Gurren-hen (Кінон/2008)
- Tengen Toppa Gurren Lagann: Lagann-hen (Кінон/2009)
- Fate/stay night Unlimited Blade Works (Рін Тосака 2010)
- Maria — sama no Tashinami (Юмі Фукудзава/2010)
- Hayate no Gotoku!! (Саку Айдзава/2011)
- Tansu Warashi (Тае/2011)
- Xi AVANT (Акане/2011)
- Strike Witches (Хайдемарі В. Шнауфер/2012)
- Toshokan Sensō: The Wings of Revolution (Марі Накадзава/2012)
- Magical Girl Lyrical Nanoha The MOVIE 2nd A's (Хаяте Ягами/2012)
- Hanakappa Hanasake! Pakkan Chō no kuni no daibōken  (Тері Тері Бозу/2012)
- Hanakappa That's Hanakappa Musical Pan to gohan, docchinano!? (Тері Тері Бозу/2013)

### WEB Аніме
- Keitai Shoujo (Мія Гото)
- BRAVE10 (Идзанами)
- Maria-sama no Oshirase (Юмі Фукудзава)
- Paperman (Палед Ирика)

### Ігри

#### 2001
- Kidou Tenshi Angelic Layer for Game Boy Advance (Рінго Сето)

#### 2002
- Ever17-the out of infinity- (Сара Мацунага)

#### 2003
- Colorful High School (Марі Такамура)
- Ever17-the out of infinity-Premium Edition (Сара Мацунага)
- Growlanser IV: Wayfarer of Time (Мел)
- Wandaba Style (Юрі Фуюде)

#### 2004
- Summon Night: Swordcraft Story 2 (Air Colthearts)

#### 2005
- Best Student Council (Котоха Куцугі)
- Graduation: Next Graduation (Рейка Такасіро)
- Growlanser IV: Return (Мел)
- Keitai Shoujo (Мія Гото)
- Petopeto-san Desktop Accessory (Petoko (хаток Фудзімура))
- Realize: Panorama Luminary (Рін Інаба)
- Maria-sama ga Miteru Desktop Accessory (Юмі Фукудзава)
- White Princess the second (Нацумі Урабе)

#### 2006
- CRYSTAL BOARDER (Лідія)
- Disgaea 2: Cursed Memories (Юкімару, Асагом)
- Enchanted Arms (Карін)
- FRAGMENTS BLUE (Момоко Ядзаві)
- Gakuen Alice: Kira Kira Memory Kiss (Микан Сакура)
- Kashimashi: Girl Meets Girl: Hajimete no Natsu Monogatari (Хадзуму Осараги)
- Keitai Shoujo (Мія Гото)
- MÄR: Klavier of oblivion (Flat A)
- Pinky: St KiraKira Music Hour (Хана)
- Tensyo Gakuen Gekkoroku (Ріо Амакуса)
- Torikago no mukou gawa (Асука)
- Wrestle Angels: Survivor (Сатомі Кодзіма, Еномото Ая)

#### 2007
- Agarest: Generations of War (Елліс)
- ASH: Archaic Sealed Heat (МЕРіТ)
- Bakumatsu Renka: Hanayanagi Kenshi-den (Судзука Сакураба)
- Enchanted Arms (Карін)
- Fate/stay night [Realta Nua] (Рін Тосака)
- Fate/Tiger Colosseum (Рін Тосака)
- Hayate no Gotoku! Boku ga Romeo de Romeo ga Boku de ( ' Саку Айдзава ')
- Keitai Shōjo (Мія Гото)
- Mega Man Star Force 2 (Місяць Сірогане)
- Pinky: St KiraKira Music Night (Хана)
- Star Ocean: The First Departure (Еріс/Еліс Джеранд)
- Sugarbunnies DS Dream Sweets Factory (Софія Чербург, Бучіуса)
- Summon Night Twin Age (Реха)
- Super Swing Golf PANGYA 2nd Shot (Еріка)
- Super Swing Golf PANGYA Magical Voice Club Set/Miracle Voice Club Set (Еріка)
- Tengen Toppa Gurren Lagann (Кінон Батік)

#### 2008
- Agarest Senki: Re-appearance (Елліс)
- Busou Shinki Battle Rondo (Тигрис)
- BlazBlue: Calamity Trigger (Рейчел Алукард)
- DCII PS (Синобу Фудзібаяси)
- Disgaea 3: Absence of Justice (Юкімару)
- Fate/Tiger Colosseum Upper (Рін Тосака, Калейдо Рубі)
- Fate/Unlimited Codes (Рін Тосака)
- Hayate no Gotoku! Ojō-sama Produce Daisakusen Bokuiro ni Somare! (Саку Айдзава)
- Infinity Plus (Сара Мацунага)
- Infinite Undiscovery (Рока)
- Majin Tantei Nōgami Neuro: Battle da Yo! (Яко Кацурагі)
- Majin Tantei Nōgami Neuro: Neuro to Yako no Bishoku Zanmai (Яко Кацурагі)
- Nogizaka Haruka no Himitsu Cosplay, Hajime Mashita (Нанами Нанасіро)
- Rune Factory Frontier (Дзюн)
- Tears to Tiara:Kakan no Daichi (Рости)
- The season of L part 2 Invisible Memories (Харука Нараяма)
- Transpee (Голос Героя)
- Wrestle Angels: Survivor 2 (Сатомі Кодзіма, Еномото Ая)

#### 2009
- BlazBlue: Continuum Shift (Рейчел Алукард)
- Clear: Atarashii Kaze no Fuku Oka de (Юдзуру Кісак)
- Disgaea 2: Dark Hero Days (Юкімару, Асагом)
- Disgaea 3: Raspberyl Chapter (Юкімару)
- Ever17-the out of infinity-Premium Edition (Сара Мацунага)
- Fate/Unlimited Codes PORTABLE (Рін Тосака, Калейдо Рубі)
- Fortune Summoners Deluxe ( 'Сана Поанет')
- Halo 3: ODST (Сади Ендеша; Тільки в японській версії)
- Hayate no Gotoku! Nightmare Paradise (Саку Айдзава)
- Infinity Plus Portable (Сара Мацунага)
- Keitai Shoujo Solitaire-FreeCell- (Мія Гото)
- KILLZVALD: The Last Human (Тенбін Цукіхіто)
- Linebarrels of Iron (Сідзуна Ендо)
- Momoiro Taisen Pairon (Місяць Ру Белл, Елліс)
- SEGA Network Taisen Mahjong MJ4 (Саки Міянага)
- Super Swing Golf PANGYA Exceed Voice Club Set/Chemical Voice Club Set (Еріка)
- Super Swing Golf PANGYA PORTABLE (Еріка)
- Taishō Baseball Girls: Otome-tachi no Seisun Nikki (Ное Кавасіма)
- Tales of Graces (Паскаль)
- Tears to Tiara Anecdotes-The Secret of Avaron- (Рости)
- The season of L Double Pocket ( 'Харука Нараяма')
- The Tower of Aion (Голос Героя)
- Zettai Shougeki: Platonic Heart (Рю Гетурей)

#### 2010
- Ai Sp @ ce (Реймі Хакурей)
- Agarest Senki 2 (Елліс)
- Beatmania IIDX (Іроха Умегірі)
- BlazBlue Battle×Battle (Рейчел Алукард)
- BlazBlue Portable (Рейчел Алукард)
- BlazBlue: Continuum Shift (Рейчел Алукард)
- BlazBlue: Continuum Shift II (Рейчел Алукард)
- Busou Shinki Battle Masters (Тигрис)
- Concerto Gate (Котодама Уе але Аме)
- DCI & II PSP (Синобу Фудзібаяси)
- Fate/EXTRA (Рін Тосака)
- Hyperdimension Neptunia (Іф)
- Koi no iko (Ико)
- Magical Girl Lyrical Nanoha A's PORTABLE: THE BATTLE OF ACES (Хаяте Ягами, Дарк лоад)
- Nogizaka Haruka no Himitsu Dōjinshi, Hajime Mashita (Нанами Нанасіро)
- Paperman ( 'Палед Ирика')
- Saki — Portable (Саки Міянага)
- Seijyaku ni Denki noko Playable Version!? (Идзумо Івакі)
- Tales of Graces f (Паскаль)
- Tears to Tiara Anecdotes-The Secret of Avaron-Portable (Рости)
- Tears to Tiara: Kakan no Daichi Portable (Рости)
- The Last Blade Outside: Akari to Nanatsu no Yodama (Акарі Ічіджу)
- Twinkle Crusaders GoGo! STARLIT BRAVE!! (Рін)
- Zangeki no REGINLEIV (Альвільда)

#### 2011
- AQUAPAZZA-AQUAPLUS DREAM MATCH- (Рости)
- Atlantica (Sara)
- BlazBlue: Continuum Shift II PSP (Рейчел Алукард)
- BLAZBLUE CONTINUUM SHIFT EXTEND (Рейчел Алукард)
- Call of Duty: Modern Warfare 3 (Алена)
- Concerto Gate Forte Special Certo Kuji 3rd (Котодама але Аме)
- Disgaea 3 Return: Absence of Justice (Юкімару)
- Emblem Saga (Ассасин)
- Ever17 (Сара Мацунага)
- Gal*Gun (Мако Курода)
- Growlanser IV: Over Reloaded (Мел)
- Hyperdimension Neptunia Mk2 (Іф)
- Keitai Shōjo Renai Bucket (Мія Гото)
- LORD of VERMILION Re: 2 (Березень)
- Magical Girl Lyrical Nanoha A's PORTABLE: THE GEARS OF DESTINY (Хаяте Ягами, Дарк лоад)
- MAPLUS Portable Navi 3 (Рін Тосака)
- Mobius Online (Сая Куребейн, Girl: Unfussy 1, 2)
- Momoiro Taisen Pairon for NicoNico App (Місяць Ру Белл, Елліс)
- Monster Hunter Frontier Online (VOICE TYPE27)
- Nendoroid Generation (Рін Тосака)
- Paperman Voice Band Pack (Палед Ирика)
- Queen's Gate Spiral Chaos (Аліса Откривательніца Воріт)
- Seijyaku ni Denki noko (Идзумо Івакі)
- Shinigami to Shōjo (Сає Тоно)
- Shinobido2 -Sange- (Кисенка але Сідзуку)
- Shin Kamaitachi no Yoru (Міюкі Умедзоно)
- To Aru Kagaku no Railgun (Мії Конор)
- Weiß Schwarz Portable (Рін Тосака, Хаяте Ягами)

#### 2012
- AQUAPAZZA-AQUAPLUS DREAM MATCH- (Рости)
- Atelier Ayesha (Маріон Куїнн)
- BLAZBLUE CONTINUUM SHIFT EXTEND (Рейчел Алукард)
- BLAZBLUE CHRONO PHANTASMA (Рейчел Алукард)
- Call of Duty: Black Ops II (Хлое Лінч, Місті)
- Call of Duty: Black Ops: Declassified (Хлое Лінч, Місті)
- Fate/stay night [Realta Nua] (Рін Тосака)
- Fate/Zero [Next Encounter] (Рін Тосака)
- Gal*Gun (Мако Курода)
- Gunslinger Stratos (Сідзуне Рінді)
- Kami Jigen Game Neptune V (Іф)
- Magical Girl Lyrical Nanoha INNOCENT (Хаяте Ягами)
- Mobakano (Канако Коное)
- Momoiro Taisen Pairon Voice Pack (Місяць Ру Белл)
- Phantasy Star Online 2 ('Паті, 'Філія)
- Tokitowa (Мобіус)

#### 2013
- AKB0048 Galaxy Cinderella (Томочін)
- BLAZBLUE CLONE PHANTASMA (Рейчел Алукард)
- Fate/EXTRA CCC (Рін Тосака)
- Muv-Luv Alternative: Total Eclipse (Кадзуса Ямасиро)
- Seisyun hajimemashita (Аліса Нагумо)
- Seisyunhime
- Super Robot Wars UX (Сідзуна Ендо)
- Tales of Hearts R (Паскаль)
- To Aru Majutsu to Kagaku no Gun sō Katsugeki (Мії Конор)
- Zettai Shougeki: Platonic Heart (Рю Гетурей)